# 伊勢崎市同居女性餓死事件
伊勢崎市同居女性餓死事件（いせさきしどうきょじょせいがしじけん）は、同居女性を餓死させた殺人事件である（2001年11月10日に餓死）。加害者の家庭が劣悪な環境であることも話題となった。

## 概要

### 事件の背景
主犯の男は1964年生まれで、年子の姉と2歳年下の妹がいた。母親による長男（主犯の男）に対する態度は一貫したものではなく、ひどく甘やかす側面がある一方で、近所に長男の泣き声が響き渡るほどの身体的虐待も加えていた。このような不安定な環境の中、主犯の男は周囲に対して内気な態度を見せながら、自分より弱い者に対しては徹底的に痛めつけるという嗜好を育てていった。
主犯の男は普通学級では勉強についていくことは困難と判断され、特殊学級に入れられた。そこでクラスメイトとして出会ったのが、事件の被害者であった。両者とも単に勉強についていけない程度で、外見は普通学級の生徒と変わらなかった。しかし主犯の男は真面目に学校に通っていたわけではなかった。
やがて、彼は家庭内暴力を振るうようになり、姉や母親の悲鳴が近所に響き渡った。主犯の男が思春期に差しかかる頃になると、姉の悲鳴は何かを拒否するようなものに変わった（週刊誌などでは近親姦が行われていたのではないかと疑われた）。
さらに、主犯の男は自分が借りた金を払えないため、姉の身体を身代わりとして少年たちに姉を性暴行させた。両親はその間、庭に佇んでいたという。姉は精神を患い、精神病院へ入院する。この後、姉の障害者年金が一家の収入源の1つとなった（父親はアルバイトに従事していた）。
主犯の男は定職に就かないまま2回結婚し、被害者を含め4人の女性と同居していた。主犯の男は他の3人の女性に対しても日常的に暴行を行い、食事を与えないなどの虐待を行っていた。また、最初の妻との間に長女を儲けていたが、学校にはほとんど通わせていなかった。
2ちゃんねるなど、主にネット上では主犯の男の生育環境や周囲の環境を疑問視する意見があったが、一家は最終的に事件現場となった伊勢崎市の借家に事件前に引っ越してきており、新興住宅街の借家住まいということもあってか近隣住民との付き合いもあまりなく、周囲は事件発覚で初めてこの一家の異変に気付いた模様である。

## 事件の経緯
1993年
被害者は加害者に呼び出され、最初の家出をした（この時は被害者の両親と夫の手で連れ戻された）。
1996年
加害者の両親と姉が、それまで住んでいた群馬県太田市から、後に事件現場となる同県伊勢崎市内の借家へ逃げるように引越し、ひっそりと暮らしはじめる。
1998年
被害者は2度目の家出をし、主犯の男と伊勢崎市にて同居するようになる。主犯の男と姉を中心にして、この後激しく被害者に対し暴力を振るい、食事をほとんど与えなくなっていく。
また、家出の直後に被害者の父母が太田市の加害者宅を訪れているが、その数日前に加害者と被害者は伊勢崎の家へ移動していた。
2001年
8月頃
この頃から、被害女性は1人で歩けない状態が始まり、一家は「死亡してもやむをえない」と判断し、餓死すると知りつつ放置することを決めた。
11月
彼女はひどく衰弱した状態となった。主犯の男の父親は仕事を休んで被害者の様子を観察しており、いつか力尽きて死ぬのを、ただ眺め続けていた。この頃、主犯の男は気まぐれで食べ残しの飯を彼女に与えようとしたことがあった。だが、それに気付いた姉が食べ物を払い落とした。拾って食べようとしても、彼女はそれすら喉に通らないほど衰弱しきっていた。
11月10日
被害女性が餓死する。
11月12日
夕方、伊勢崎市消防本部に、主犯の男が119番通報する。この時の主犯の男の声は落ち着いたものであったという。救急隊員が現場に駆けつけてみたところ、女性の遺体は仰向けに寝かされ、毛布がかけられていた。司法解剖では、彼女は身長158センチに対し26キロの体重しかなかった。
2002年
2月13日午前
「未必の故意」として、殺人容疑で主犯の男、父親、姉を逮捕（後に母親も逮捕された）。
3月5日
前橋地検は4人を殺人罪で前橋地裁に起訴する。

## 裁判
2002年5月14日、前橋地裁で4人に対する初公判が開かれたが、主犯の男の父親の健康上の問題で罪状認否や冒頭陳述は次回公判へ持ち越しとなった。
2002年6月27日、前橋地裁で第2回公判が開かれ、主犯の男、母親と姉は起訴事実を認めたが、父親は難聴で理解力に乏しいことを理由に無罪を主張した。
2002年7月30日、弁護側は姉について「通院歴があることなどから、責任能力に疑わしいところがある」として精神鑑定を申し立てた。
2002年9月5日、4人に対する被告人質問が行われ、母親は事件の動機について「被害女性に何を言っても『わからない』としか返事をせず、腹が立った。食事を減らして死んでも構わないと思った」と供述した。また、弁護側は父親の知能と聴力の鑑定を行うよう申し立てた。
2002年10月15日、主犯の男、母親と姉に対する論告求刑公判が開かれ、検察側は「（餓死させるという）生かさず殺さずのなぶり殺しで残虐で非人間極まりない犯行」として主犯の男に懲役13年、母親と姉に懲役10年を求刑した。一方、母親の弁護側は従属的立場だったとして執行猶予付きの判決が妥当と主張した。さらに姉の弁護側は姉が統合失調症を患っていることから心神喪失による無罪、または心神耗弱による減軽を求め、3人に対する裁判が結審した。
2002年11月14日、父親に対する論告求刑公判が開かれ、検察側は「残虐で非人間極まりない」として父親に懲役6年を求刑した。一方、弁護側は「（聴力障害などで）論理的に物事を判断するのは不可能だった」として改めて無罪を主張、父親に対する裁判が結審した。
2002年11月25日、前橋地裁（長谷川憲一裁判長）で3人に対する判決公判が開かれ「動機はあまりにも自己中心的で酌量の余地がない」として主犯の男に懲役12年、母親と姉に懲役8年の判決を言い渡した。
2002年12月26日、前橋地裁（長谷川憲一裁判長）で父親に対する判決公判が開かれ「女性が自宅から逃げたことを家族に伝えるなど犯行にかかわった」として父親に懲役4年の判決を言い渡した。